# 新潟県道120号潟町停車場線
新潟県道120号潟町停車場線（にいがたけんどう120ごう かたまちていしゃじょうせん）は、新潟県上越市内を通る一般県道である。全線にわたって、新潟県道258号長坂潟町停車場線と重複している。

## 概要

### 路線データ
- 起点：潟町停車場（新潟県上越市大潟区潟町）
- 終点：新潟県上越市大潟区潟町（新潟県道129号犀潟柿崎線・新潟県道258号長坂潟町停車場線交点）

## 地理

### 通過する自治体
- 新潟県上越市

### 接続する道路
- 上越市道（起点：上越市大潟区潟町、潟町駅前）
- 新潟県道258号長坂潟町停車場線（潟町駅前（起点） - 上越市大潟区潟町（終点）で重複）
- 国道8号（北陸道）（潟町駅前交差点）（「新潟県道258号長坂潟町停車場線」との重複区間内）
- 新潟県道129号犀潟柿崎線（終点：上越市大潟区潟町、「杉田医院」前）

### 周辺
- JR信越本線 潟町駅
- 上越市役所 大潟区総合事務所
- 上越市立大潟町中学校
- 潟町郵便局
- オオガタショッピングセンター
  - ナルス 大潟SC店
- 生鮮市場とまと
- 鵜の浜温泉